# 161
161 је била проста година.

## Догађаји
- 7. март — Након смрти римског цара Антонина Пија престо, у складу са тестаментом, заједно преузимају Марко Аурелије и Луције Вер, иако ће једино Марко Аурелије држати титулу pontifex maximus.
- Марко Аурелије настоји да настави политику свог претходника и одржи добре односе са Сенатом, али исто тако као следбеник стоичког филозофа Епиктета, настоји да промовише начела морала и хуманости у Царству, као и да побољша положај жена и робова.

## Рођења
- 31. август — Комод, римски цар (у. 192)

## Смрти
- 7. март — Антонин Пије, римски цар (р. 86)